# Paul Hogue
Pour les articles homonymes, voir Hogue.
Paul « Duke » Hogue, né le 28 avril 1940 à Knoxville, dans le Tennessee, décédé le 17 août 2009 à Cincinnati, dans l'Ohio, est un ancien joueur américain de basket-ball. Il évolue durant sa carrière au poste de pivot.

## Palmarès
- Champion NCAA 1961, 1962
- Most Outstanding Player 1962